# Hyacinthoides italica
Endymion d'Italie, Scille d'Italie, Fausse jacinthe d'Italie
Espèce
Hyacinthoides italica, l’Endymion d'Italie, Scille d'Italie ou Fausse jacinthe d'Italie, est une espèce de plantes vivaces de la famille des Asparagacées.